# كاليينتي
كاليينتي (بالإنجليزية: Caliente)‏، المعروفة سابقا باسم كولفرويل (بالإنجليزية: Culverwell)‏ و كالينتيس (بالإنجليزية: Calientes)‏، هي مدينة في مقاطعة لينكون في ولاية نيفادا الأمريكية. يبلغ ارتفاعها 4,300 قدم (1,310 متر). بلغ عدد السكان 1,130 نسمة حسب تعداد عام 2010. أتى اسم المدينة من الينابيع الساخنة القريبة، و«كاليينتي» هي كلمة إسبانية تعنى «الساخن».

## التركيبة السكانية
حدّد مكتب تعداد الولايات المتحدة بيانات التركيبة السكانية لكاليينتي في تعداد الولايات المتحدة. في ما يلي، التركيبة السكانية حسب تعدادي 2000 و2010.

### تعداد عام 2000
بلغ عدد سكان كاليينتي 1,123 نسمة بحسب تعداد عام 2000، وبلغ عدد الأسر 408 أسرة وعدد العائلات 241 عائلة مقيمة في المدينة. في حين سجلت الكثافة السكانية 7.9 نسمة لكل كيلومتر مربع (20.5/ميل2). وبلغ عدد الوحدات السكنية 479 وحدة بمتوسط كثافة قدره 3.4 لكل كيلومتر مربع (8.8/ميل2).
وتوزع التركيب العرقي للمدينة بنسبة 87.27% من البيض و1.96% من الأمريكيين الأفارقة و3.03% من الأمريكيين الأصليين و0.62% من الأمريكيين ذوي الأصول الآسيوية و0.09% من سكان جزر المحيط الهادئ و3.56% من الأعراق الأخرى و3.47% من عرقين مختلطين أو أكثر و7.30% من الهسبانيون أو اللاتينيون من أي عرق.
بلغ عدد الأسر 408 أسرة كانت نسبة 33.1% منها لديها أطفال تحت سن الثامنة عشر تعيش معهم، وبلغت نسبة الأزواج القاطنين مع بعضهم البعض 46.1% من أصل المجموع الكلي للأسر، ونسبة 11.8% من الأسر كان لديها معيلات من الإناث دون وجود شريك، بينما كانت نسبة 1.2% من الأسر لديها معيلون من الذكور دون وجود شريكة وكانت نسبة 40.9% من غير العائلات. تألفت نسبة 37.3% من أصل جميع الأسر من عدة أفراد يعيشون في نفس المنزل ونسبة 18.1% كانت تتألف من شخص يعيش بمفرده يبلغ من العمر 65 عاماً أو أكثر. وبلغ متوسط حجم الأسرة المعيشية 2.34، أما متوسط حجم العائلات فبلغ 3.12.
بلغ العمر الوسطي للسكان 33.1 عاماً. وكانت نسبة 25.8% من القاطنين تحت سن الثامنة عشر، وكانت نسبة 4.7% بين الثامنة عشر والرابعة والعشرين عاماً، ونسبة 17.5% كانت واقعةً في الفئة العمرية ما بين الخامسة والعشرين والرابعة والأربعين عاماً، ونسبة 21.7% كانت ما بين الخامسة والأربعين والرابعة والستين، ونسبة 15.1% كانت ضمن فئة الخامسة والستين عاماً فما فوق. يوجد لكل 100 أنثى 90.8 ذكر، ويوجد لكل 100 أنثى في الثامنة عشر من عمرها فما فوق 85.5 ذكر.
بلغ متوسط دخل الأسرة في المدينة 25,833 دولارًا، أما متوسط دخل العائلة فبلغ 38,667 دولارًا. وكان متوسط دخل الذكور 39,500 دولارًا مقابل 24,688 دولارًا للإناث. وسجل دخل الفرد الخاص بالمدينة 20,555 دولارًا. وكانت نسبة 17.3% من العائلات ونسبة 22.3% من السكان تحت خط الفقر، وكان من هؤلاء نسبة 31.8% تحت سن الثامنة عشر ونسبة 17.9% في الخامسة والستين من العمر وما فوق.

### تعداد عام 2010
بلغ عدد سكان كاليينتي 1,130 نسمة بحسب تعداد عام 2010، وبلغ عدد الأسر 434 أسرة وعدد العائلات 244 عائلة مقيمة في المدينة. في حين سجلت الكثافة السكانية 8 نسمة لكل كيلومتر مربع (20.7/ميل2). وبلغ عدد الوحدات السكنية 530 وحدة بمتوسط كثافة قدره 3.7 لكل كيلومتر مربع (9.6/ميل2).
وتوزع التركيب العرقي للمدينة بنسبة 84.51% من البيض و3.89% من الأمريكيين الأفارقة و2.39% من الأمريكيين الأصليين و0.88% من الأمريكيين ذوي الأصول الآسيوية و0.18% من سكان جزر المحيط الهادئ و4.34% من الأعراق الأخرى و3.81% من عرقين مختلطين أو أكثر و8.85% من الهسبانيون أو اللاتينيون من أي عرق.
بلغ عدد الأسر 434 أسرة كانت نسبة 27.2% منها لديها أطفال تحت سن الثامنة عشر تعيش معهم، وبلغت نسبة الأزواج القاطنين مع بعضهم البعض 41% من أصل المجموع الكلي للأسر، ونسبة 11.3% من الأسر كان لديها معيلات من الإناث دون وجود شريك، بينما كانت نسبة 3.9% من الأسر لديها معيلون من الذكور دون وجود شريكة وكانت نسبة 43.8% من غير العائلات. تألفت نسبة 35.9% من أصل جميع الأسر من عدة أفراد يعيشون في نفس المنزل ونسبة 16.1% كانت تتألف من شخص يعيش بمفرده يبلغ من العمر 65 عاماً أو أكثر. وبلغ متوسط حجم الأسرة المعيشية 2.57، أما متوسط حجم العائلات فبلغ 3.11.
بلغ العمر الوسطي للسكان 36.0 عاماً. وكانت نسبة 30.7% من القاطنين تحت سن الثامنة عشر، وكانت نسبة 9.2% بين الثامنة عشر والرابعة والعشرين عاماً، ونسبة 19.3% كانت واقعةً في الفئة العمرية ما بين الخامسة والعشرين والرابعة والأربعين عاماً، ونسبة 22.8% كانت ما بين الخامسة والأربعين والرابعة والستين، ونسبة 18% كانت ضمن فئة الخامسة والستين عاماً فما فوق. وتوزع التركيب الجنسي للسكان بنسبة 52.4% ذكور و47.6% إناث.